# Starfox
Starfox, também chamado de The Rubicon Alliance, é um jogo eletrônico de 1987, lançado para os consoles ZX Spectrum, Commodore 64, e Amstrad CPC.
Apesar do nome, este jogo não tem nada a ver com a famosa franquia de jogos Star Fox, da Nintendo.